# Daniel Jérent
Daniel Jérent (* 4. Juni 1991 in Saint-Claude, Guadeloupe) ist ein französischer Degenfechter. Er ist Olympiasieger sowie mehrfacher Welt- und Europameister.

## Erfolge
Daniel Jérent erfocht seine ersten internationalen Erfolge im Jahr 2013. Bei den Europameisterschaften in Zagreb wurde er hinter Jörg Fiedler Vizeeuropameister, zudem gewann er mit der Mannschaft Bronze bei der Weltmeisterschaft in Budapest. Im Jahr darauf gewann er bei der Weltmeisterschaft in Kasan Mannschaftsgold. Weitere Titel mit der Mannschaft folgten 2015: In Montreux wurde Jérent Europameister, in Baku gewann er Gold bei den Europaspielen. Zudem sicherte er sich bei den Spielen Bronze im Einzel. 2016 verteidigte er in Toruń mit der Mannschaft den Europameistertitel. Bei den Olympischen Spielen in Rio de Janeiro belegte Jérent im Einzelwettbewerb den 17. Platz. Mit der Mannschaft erreichte er nach Siegen gegen Venezuela und Ungarn das Finale, das gegen Italien mit 45:31 gewonnen wurde. Borel wurde so gemeinsam mit Gauthier Grumier, Yannick Borel und Jean-Michel Lucenay Olympiasieger. Nach dem Olympiasieg wurde er zum Ritter der Ehrenlegion ernannt. In Leipzig wurde Jérent zum zweiten Mal mit der Mannschaft Weltmeister. 2019 folgte in Budapest der dritte Mannschaftstitel.